# Rosalie van Breemen
Rosalie van Breemen (ur. 2 sierpnia 1966 w Utrechcie) – holenderska modelka, prezenterka i dziennikarka. Najbardziej znana jest ze związków z francuskim aktorem Alainem Delonem i potentatem branży optycznej Alainem Afflelou'em.

## Kariera

### Modelka
Rosalie dorastała w Utrechcie. Będąc w szkole średniej, wygrała konkurs dla modelek organizowany przez holenderski magazyn Panorama. Brała udział w Miss International 1984 i zdobyła tytuł Miss University 1986. Studiowała prawo i germanistykę, ale przerwała edukację, by zostać modelką.

### Prezenterka
Jako prezenterka zadebiutowała w wieku 18 lat w programie Popshop TV w NCRV. Pracowała także dla RTL 4 i RTL 5. W 2007 była sędziną w Holland's Next Top Model przez jeden sezon.

### Dziennikarka
Rosalie pisała dla francuskiego Paris Match i holenderskiego De Telegraaf.

## Życie prywatne

### Śluby i rozwody
W 1987 Rosalie poznała francuskiego aktora Alaina Delona. Wystąpiła w jednym z jego teledysków. Mimo dzielącej ich różnicy wieku, zostali parą. Rosalie zrezygnowała z pracy modelki. Para ma dwoje dzieci: Anouschkę (ur. 1990) i Alaina-Fabiena (1994).
Rozwiedli się w 2001. Rosalie wyszła powtórnie za mąż za francuskiego biznesmena i "Króla Okularów" Alaina Afflelou'a w 2002. W 2008 para się rozwiodła. Później Rosalie napisała książkę o rozwodach.
W czerwcu 2011 w Genewie syn Rosalie van Breemen, Alain Fabien Delon, będąc pod wpływem alkoholu i narkotyków, postrzelił 16-letnią dziewczynę w apartamencie, należącym do jego ojca.